# 540-ва зенітна ракетна бригада (Україна)
540-ва зенітна ракетна Львівська бригада імені гетьмана Івана Виговського (540 ЗРБр, в/ч А4623) — формування зенітних ракетних військ у складі Повітряних сил України. Структурно належить до Повітряного командування «Захід». Завдання частини — охорона повітряного простору північно-західних кордонів України.
Бригада носить ім'я Івана Виговського — військового діяча XVII століття, Гетьмана Війська Запорозького.

## Історія
У 1992 році особовий склад 540-го зенітного ракетного полку присягнув на вірність українському народові.
Указом Президента України присвоєно почесне найменування «Львівський» та вручено Бойовий Прапор.
У 2008 році Указом Президента України № 787/2008 присвоєно почесну назву: імені гетьмана Івана Виговського.
У 2012 році частина забезпечувала повітряне прикриття важливих об'єктів держави під час проведення фінальної частини Євро-2012.
30 жовтня 2013 року припинив своє існування останній зенітний ракетний дивізіон С-200В Збройних сил України, що входив до складу 540-го зенітного ракетного Львівського полку. Таким чином, Україна лишилася без єдиного типу ЗРК великого радіуса дії.
У 2019 році під час підсумкових тактичних навчань підрозділів ЗРВ з бойовою стрільбою підрозділ полку здобув перемогу у фінальному етапі щорічного конкурсу на звання «Кращий зенітний ракетний дивізіон С-300» та здобув головний приз – 180 тисяч гривень. Бойові розрахунки дивізіону з найкращим часом виконали нормативи із розгортання у новому позиційному районі та найуспішніше знищували повітряні цілі. Підрозділ був найбільш злагоджений та ефективний у веденні протиповітряного бою. До того ж номери розрахунків продемонстрували чудову індивідуальну професійну підготовку.
У березні 2021 року дивізіон полку був розгорнутий у Волинській області на Луцькому військовому аеродромі, в новому секторі відповідальності. Він вперше розпочав бойове чергування в системі ППО України.
Станом на 2025 рік полк було переформатовано у бригаду.

## Структура
Станом на 2011 рік:
- 5401-й зенітний ракетний дивізіон (С-200Д) (Львівська обл, с. Новий Став);
- 5402-й зенітний ракетний дивізіон (С-300ПТ) (Львівська обл., с. Батятичі);
- 5403-й зенітний ракетний дивізіон (С-300ПТ) (Львівська обл., м. Яворів);
- 5404-й зенітний ракетний дивізіон (С-300ПТ) (Львівська обл., с. Семенівка).

## Командири
- 1992—1996: полковник Голушко Юрій Іванович
- 1996—1999: полковник Мачок Віктор Олексійович
- 1999—2001: полковник Шамко В'ячеслав Євгенович
- 2001—2003: полковник Струцінський Олег Васильович
- 2003—2006: полковник Зінько Іван Степанович
- 2006—2010: полковник Стороженко Володимир Васильович[10]
- 2011—2017[уточнити]: полковник Гуменюк Олександр Леонідович[11][12]
- 2017—2018: полковник Палагута Віталій Вікторович

## Традиції
В 2008 році полку присвоєно почесну назву: імені Івана Виговського.
5 серпня 2023 року 540 зенітний ракетний Львівський полк імені Івана Виговського Повітряних Сил Збройних Сил України указом Президента України Володимира Зеленського відзначений почесною відзнакою «За мужність та відвагу».

## Втрати
- 15 листопада 2024 — Сурков Федір. 3.08.1972, м. Львів[15][16]
- 15 листопада 2024 — Салецький Іван. 31.08.1987, селище Підкамінь[15][16]